# پیر پدز
پیر پدز مربوط به دوره قاجار است و در خور، منطقه پدز، کنار حمام پدز واقع شده و این اثر در تاریخ ۱۹ مرداد ۱۳۸۴ با شمارهٔ ثبت ۱۲۷۴۳ به‌عنوان یکی از آثار ملی ایران به ثبت رسیده است.